# L'Impératrice (série télévisée)
Pour l’article homonyme, voir The Empress.
L'Impératrice (Die Kaiserin, The Empress) est une série télévisée dramatique historique allemande créée et co-écrite par Katharina Eyssen et Lena Stahl, diffusée depuis le 29 septembre 2022 sur Netflix,,.
Elle est basée sur la vie de l'impératrice Élisabeth d'Autriche (dite « Sissi ») et met en vedette Devrim Lingnau dans le rôle-titre, ainsi que Philip Froissant dans le rôle de l'empereur François-Joseph.

## Synopsis
Élisabeth (dite « Sissi »), duchesse bavaroise âgée de 15 ans, tombe amoureuse du futur fiancé de sa sœur, l'empereur François-Joseph, puis l'épouse. Elle déménage à Vienne et se retrouve à naviguer dans la complexité de la politique de la cour et des membres intrigants de la famille de son mari. Sa belle-mère Sophie, qui est aussi sa tante, la contrarie presque immédiatement. Son beau-frère Maximilien, le frère cadet de François-Joseph, continue d'essayer d'éclipser son frère aîné et de prouver qu'il est plus digne de régner.

## Distribution

### Introduits lors de la première saison
- Devrim Lingnau (de) (VF : Maryne Bertieaux) : Élisabeth de Wittelsbach
- Philip Froissant (de) (VF : Juan Llorca) : François-Joseph Ier d'Autriche
- Melika Foroutan (VF : Ariane Deviègue) : la princesse Sophie de Bavière, mère de l'empereur François-Joseph
- Johannes Nussbaum (de) (VF : Grégori Baquet) : l'archiduc Maximilien, frère de l'empereur François-Joseph
- Elisa Schlott (VF : Sara Chambin) : la duchesse Hélène en Bavière, sœur aînée d’Élisabeth
- Jördis Triebel (VF : Marjorie Frantz) : la princesse Ludovica de Bavière, mère d'Hélène et Élisabeth
- Almila Bagriacik (VF : Diane Dassigny) : la comtesse Leontine von Apafi
- Hanna Hilsdorf (VF : Alexia Papineschi) : la comtesse Amalia von Salm-Reifferscheidt
- Runa Greiner (VF : Sandrine Le Berre) : la comtesse Charlotte von Stubenberg
- Svenja Jung (VF : Laurence Mongeaud) : la comtesse Louise Gundemann
- Andreas Döhler (VF : Cyrille Monge) : le duc Maximilien en Bavière, père d'Hélène et d'Élisabeth (saison 1)
- Wiebke Puls (VF : Pascale Chemin) : la comtesse Sophie Esterházy
- Michael Fuith : l'archiduc François-Charles d'Autriche
- Felix Nölle : l'archiduc Ludwig Viktor d'Autriche
- Martin Butzke (VF : Laurent Maurel) : Gustav, prince de Vasa
- Alexander Finkenwirth (VF : Arnaud Bedouët) : le baron Alexander von Bach
- Leopold Hornung (VF : Marc Maurille) : le comte Karl Ferdinand von Buol
- Patrick Rapold : Franz Liszt
- August Schmölzer (VF : Serge Biavan) : le prince-archevêque Joseph Othmar von Rauscher
- Raymond Tarabay : l'ambassadeur François-Adolphe de Bourqueney
- Merlin Rose (VF : Xavier Couleau) : Egon, un révolutionnaire
- Noemi Emily Krausz (VF : Émilie Marié) : Margarete
- Andreas Bongard : Johann Strauss
- Vladimir Korneev (VF : Cédric Dumond) : le futur tsar Alexandre
- Elzemarieke De Vos (VF : Ève Reinquin) : Maria Alexandrovna, grande duchesse de Russie, épouse d'Alexandre

 Source et légende : version française (VF) sur RS Doublage

### Introduits lors de la deuxième saison
- Josephine Thiesen (VF : elle-même) : la princesse Charlotte de Belgique impératrice du Mexique
- Marlene Spakarowski : l'archiduchesse Sophie d'Autriche, fille de l'empereur François-Joseph et de l'impératrice Élisabeth
- Carla Hütterman : la comtesse Pauline von Bellegarde
- Christophe Favre (VF : lui-même) : l'empereur Napoléon III
- Jérôme Pouly : Camillo Benso, comte de Cavour, premier ministre du royaume de Piémont-Sardaigne
- Cornelius Schwalm : le docteur Johann Seeburger
- Alexander Beyer : le duc Maximilien en Bavière, père d'Hélène et d'Élisabeth
- Laeni Geiseler (VF : Jehanne Thellier) : la duchesse Marie-Sophie en Bavière dite « Mimi », sœur de l'impératrice Élisabeth
- Mina Christ : la comtesse Gabriele von Metternich-Zichy
- Leonie Euler : la baronne Caroline von Bransner
- Rainer Haustein : le comte Karl Ludwig von Grünne
- Alberto Vecchiato : Adolfo Tadini
- Matthias Matschke (VF : Gilles Sallé) : le comte von Apafi, père de Leontine von Apafi
- Bernd Birkhahn : le maréchal Joseph Radetzky, vice-roi de Lombardie-Vénétie
- Christian Bayer : le général Ferenc József Gyulay
- Asena Uzun : la duchesse Sophie Charlotte en Bavière, plus jeune sœur de l'impératrice Élisabeth
- Levi Oskar : le duc Maximilien Emanuel en Bavière, plus jeune frère de l'impératrice Élisabeth
- Lorenzo Motta : Gino Tadini, frère d'Adolfo Tadini
- Fabiana Chiorri : Giulia
- Marcello De Nardo : le comte Giuseppe Marino

## Développement
En décembre 2020, Netflix a annoncé qu'il était sur le point de commencer la production d'une série en six parties avec le titre provisoire The Empress, basée sur la vie de l'impératrice autrichienne Élisabeth de Bavière, surnommée Sissi. La série serait dirigée par Katrin Gebbe et Florian Cossen avec l'écriture de Bernd Lange et Jana Nandzik. Devrim Lingnau et Philip Froissant ont été annoncés pour les rôles principaux.

## Épisodes

### Première saison (2022)
1. Chacun sa place (Ein Platz in der Welt)
2. L'Arrivée (Die Ankunft)
3. Le Mariage (Die Hochzeit)
4. La Chasse (Die Jagd)
5. Les Chaussures (Die Schuhe)
6. Liberté chérie (Der Gott, den man die Freiheit nennt)

### Deuxième saison (2024)
Le 8 novembre 2022, la série est renouvelée pour une deuxième saison.
1. Un héritier pour le trône (Ein Thronfolger)
2. Le rêve (Der Traum)
3. Une lettre de l'impératrice (Ein Brief der Kaiserin)
4. Les étoiles en plein jour (Die Sterne am Tag)
5. Notre forêt intérieure (Der Wald in uns)
6. Garder espoir (Alles was wir tun können)

## Accueil

### Réception critique
La série est notée 3,7 sur 5 par les téléspectateurs sur le site d'Allociné.

La série est notée 7,8 sur 10 sur le site d'IMDb.